# Wikstroemia anhuiensis
Wikstroemia anhuiensis är en tibastväxtart som beskrevs av D.C. Zhang och X.P. Zhang. Wikstroemia anhuiensis ingår i släktet Wikstroemia och familjen tibastväxter. Inga underarter finns listade i Catalogue of Life.